# Чаптынов, Валерий Иванович
Валерий Иванович Чаптынов (11 июня 1945, с. Верх-Апшуяхта, Шебалинский район, Ойротская АО, Алтайский край, РСФСР, СССР — 10 августа 1997, Москва, Россия) — советский и российский государственный и партийный деятель. Глава Республики Алтай с 28 апреля 1990 по 30 января 1997.

## Биография
Родился 11 июня 1945 в селе Верх-Апшуяхта Шебалинского района Ойротской автономной области РСФСР (ныне село в составе Шебалинского района Республики Алтай). По национальности — алтаец. 
Окончил Алтайский сельскохозяйственный институт в 1967 году по специальности «учёный-зоотехник». 
Недолго был директором Усть-Коксинской межрайонной государственной племенной станции. В 1969—1972 годах работал секретарём, а затем председателем исполкома Усть-Коксинского райсовета. В 1972—1976 годах работал секретарём, вторым секретарём, первым секретарём Горно-Алтайского обкома ВЛКСМ. В 1976—1978 годах обучался в Академии общественных наук при ЦК КПСС. В 1978—1983 годах — инструктор ОК КПСС, первый секретарь Кош-Агачского райкома КПСС. В 1983 году — секретарь, с 1984 по 1988 год — второй секретарь Горно-Алтайского ОК КПСС.

## Политическая деятельность

### На Алтае
В ноябре 1988 года избран председателем Горно-Алтайского облисполкома. В марте 1990 года становится первым секретарём Горно-Алтайского ОК КПСС и одновременно председателем областного Совета народных депутатов. Настойчиво добивался повышения статуса автономной области. В результате 25 октября 1990 года третья внеочередная сессия Горно-Алтайского областного Совета приняла Декларацию «О государственном суверенитете Горно-Алтайской советской социалистической республики». С 3 июля 1991 года — председатель Верховного Совета самопровозглашённой Горно-Алтайской ССР. 20 августа 1991 года, выступая по алтайскому радио, заявил, что в Горно-Алтайской АО действует Конституция РСФСР, но в то же время отправлял в районы телеграммы с предписанием к организации поддержки ГКЧП. В феврале 1992 года — председатель новоизбранного Верховного Совета Республики Алтай. В октябре 1993 года подписал решение ассоциации «Сибирское согласие» о снятии блокады Верховного Совета.
1 февраля 1994 года избран председателем Государственного Собрания Республики Алтай, получив 21 голос из 27. 30 января 1997 года на сессии Госсобрания избран председателем правительства республики, которое с марта стало называться Советом Министров.

### В России
Делегат XXVIII съезда КПСС.
В марте 1990 года избран народным депутатом РСФСР. Входил во фракцию «Суверенитет и равенство» и в Конституционную комиссию Съезда народных депутатов РСФСР. Был делегатом I учредительного съезда КПРФ в феврале 1993 года.
12 декабря 1993 года избран депутатом Совета Федерации, набрав 46,29 % голосов избирателей. Входил в Комитет по делам Федерации, Федеративному договору и региональной политике. В 1996—1997 годах входил в Совет Федерации по должности.
Умер 10 августа 1997 года, находясь в Москве.

## После смерти
В июне 2001 г. часть улицы Кирова Горно-Алтайска названа его именем. Имя Чаптынова носят школы в Кош-Агаче и Верх-Апшуяхте, а также одна из вершин Северо-Чуйского хребта.